# ドンファン (1973年の映画)
『ドンファン』（仏: Don Juan ou Si Don Juan était une femme...）は、1973年のフランス・イタリアの恋愛映画。ロジェ・ヴァディム監督。ブリジット・バルドー主演。日本では劇場未公開。LaLa TVで放送された時のタイトルは『ドン・ファンがもし女だったら』。

## ストーリー
1970年代のパリ。高級マンションに住む美女ジャンヌは、男たちを食い物にし、時には破滅させることもあった。

## キャスト
- ジャンヌ: ブリジット・バルドー
- ルイ: ロベール・オッセン
- クララ: ジェーン・バーキン
- ポール: マチュー・カリエール（ドイツ語版）
- ピエール・ゴンザーギュ: モーリス・ロネ
- ギタリスト: ロバート・ウォーカー・Jr